# Maxime Leontieff
Maxime Nikolaïevitch Leontieff (1871 à Saint-Pétersbourg - 1948 à Papeete) fut un général russe qui commanda la 4e brigade russe envoyée dans les Balkans, en 1916, pendant la Première Guerre mondiale.

## Carrière militaire avant la Première Guerre mondiale
Il intègre le corps des Pages dès 1890, puis l'Académie Nikolaev de l'État-major général en 1896, dont il sort avec le grade de capitaine. Il sert pendant plus de quatre ans à l’état-major du district militaire du Caucase, puis pendant quelques mois dans le district militaire d’Irkoutsk. À partir de 1901, il devient assistant de l’attaché militaire russe à Constantinople, puis est lui-même nommé attaché militaire à Bucarest (octobre 1901 à janvier 1905) et Sofia (de janvier 1905 à janvier 1911). Après un bref passage dans l’artillerie russe, pendant lequel il est promu au grade de colonel, il est finalement nommé attaché militaire russe à Constantinople à partir de mars 1913. 

## Sur le front macédonien

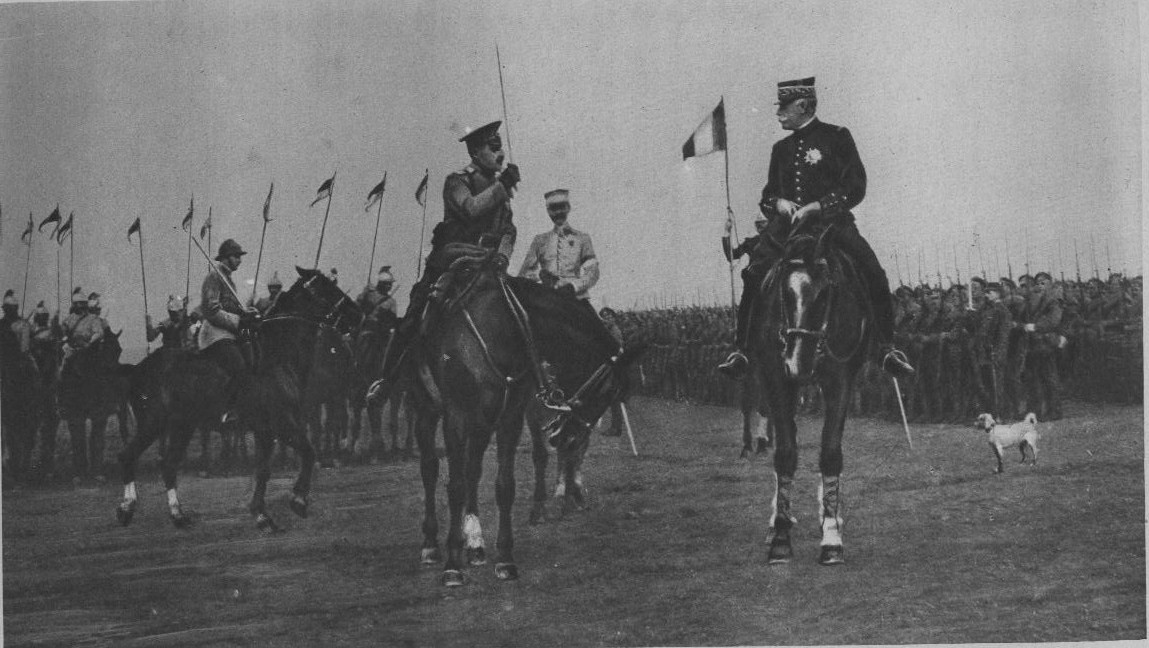
Sabre en main devant Maurice Sarrail, publié dans Le Miroir n°171, 4 mars 1917.

En 1916, il est désigné pour commander la 4e brigade russe, envoyée combattre dans les Balkans avec la 2e brigade commandée par le général Mikhail Dieterichs, dans le cadre du Corps expéditionnaire russe sur le front d'Orient, au sein des armées alliées d'Orient, commandées, en 1916, par le général Maurice Sarrail. Sa brigade participa à la bataille de Monastir (aujourd'hui Bitola) et elle combattit, en 1917, dans la région du lac Prespa et du lac d'Ohrid.

## De la Russie à Tahiti
Rappelé en Russie, l'été 1917, il rejoignit les armées blanches de Piotr Nikolaïevitch Wrangel après la révolution bolchevik d'octobre 1917. Avec la victoire de Lénine dans la guerre civile russe, il s'exila en Tchécoslovaquie puis en France, sur la côte d'azur, avant de rejoindre Tahiti, en 1936, où il tint, avec sa femme, un salon de thé. Il décède le 9 juin 1948 à Papeete. Quatre de ses enfants le rejoignirent en Polynésie : Nicolas, André, Barbara et Maxime. Parmi ses petits-enfants (enfants de son fils Maxime), Alexandre Léontieff devint président du gouvernement de la Polynésie française de 1987 à 1991; Boris Leontieff fut maire de la commune d'Arue (Tahiti) et fonda le parti politique Fetia Api avant la disparition de son avion en 2002 aux Tuamotu en pleine campagne électorale.